# Samuel D. Woods

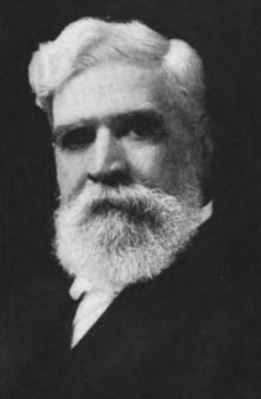
Samuel D. Woods

Samuel Davis Woods (* 19. September 1845 in Mount Pleasant, Maury County, Tennessee; † 24. Dezember 1915 in San Francisco, Kalifornien) war ein US-amerikanischer Politiker. Zwischen 1900 und 1903 vertrat er den Bundesstaat Kalifornien im US-Repräsentantenhaus.

## Werdegang
Im Februar 1850 kam Samuel Woods mit seinen Eltern nach Stockton in Kalifornien, wo er später die öffentlichen Schulen besuchte. Nach einem anschließenden Jurastudium und seiner 1875 erfolgten Zulassung als Rechtsanwalt begann er in Stockton und San Francisco in diesem Beruf zu arbeiten. Gleichzeitig schlug er als Mitglied der Republikanischen Partei eine politische Laufbahn ein.
Nach dem Rücktritt des Abgeordneten Marion De Vries wurde Woods bei der fälligen Nachwahl für den zweiten Sitz von Kalifornien als dessen Nachfolger in das US-Repräsentantenhaus in Washington, D.C. gewählt, wo er am 3. Dezember 1900 sein neues Mandat antrat. Nach einer Wiederwahl konnte er bis zum 3. März 1903 im Kongress verbleiben. Im Jahr 1902 verzichtete er auf eine weitere Kandidatur. Nach dem Ende seiner Zeit im US-Repräsentantenhaus praktizierte Samuel Woods wieder als Anwalt. Er starb am 24. Dezember 1915 in San Francisco.